# Denis Savard
Denis Savard (ur. 4 lutego 1961 w Pointe Gatineau w Kanadzie) – kanadyjski hokeista zawodowy. W latach 1980–1997 występował w lidze NHL na pozycji napastnika. Wybrany z numerem 3 w pierwszej rundzie draftu NHL w 1980 roku przez Chicago Blackhawks. Grał w drużynach: Chicago Blackhawks, Montreal Canadiens oraz Tampa Bay Lightning. 
- Statystyki NHL:
  - W sezonach zasadniczych NHL rozegrał łącznie 1196 spotkań, w których strzelił 473 bramki oraz zaliczył 865 asyst. W klasyfikacji kanadyjskiej zdobył więc łącznie 1338 punktów. 1336 minut spędził na ławce kar.
  - W play-offach NHL brał udział 16-krotnie. Rozegrał w nich łącznie 169 spotkań, w których strzelił 66 bramek oraz zaliczył 109 asyst, co w klasyfikacji kanadyjskiej daje razem - 175 punktów. 256 minut spędził na ławce kar.

## Osiągnięcia
- Michel Bergeron Trophy - najlepszy pierwszoroczniak QMJHL